# Enerbanske
Die Enerbanske (auch: Oennerbänkisse oder Oennererske = Unterirdische; wird meist im Plural gebraucht) sind Fabelwesen der Helgoländer Überlieferung. Sie werden als kleine Wesen beschrieben, den Heinzelmännchen vergleichbar, die unter der Treppe leben, rote Hosen und grüne Kappen tragen. Wie viele andere vergleichbare Wesen helfen sie beim Haushalt und erledigen über Nacht die Arbeiten der Hausbewohner. Sie erscheinen aber auch bei Geburten und versuchen die Kinder mit ihren eigenen zu vertauschen (siehe Wechselbalg). Als Gegenmaßnahme sollen die Eltern die Füße des neugeborenen Kindes mit Butter bestreichen.
Die Überlieferung der Enerbanske als nordfriesische Unterirdische findet sich unter abweichenden Begriffen auch auf den anderen nordfriesischen Inseln. Auf Amrum werden diese als Onerbäänkin bezeichnet, auf Föhr als Oterbaankin und auf Sylt als Önereersken.